# Донати, Чезаре
Чезаре Донати (итал. Cesare Donati; 1826—1913) — итальянский писатель

, журналист и педагог.

## Биография
Чезаре Донати родился 10 сентября 1826 года в итальянском городке Луго. Преследуемый правительством Австро-Венгрии за участие в революционном движении 1848 года, Донати вынужден был бежать и в 1852 году поступил на юридический факультет университета Пизы.

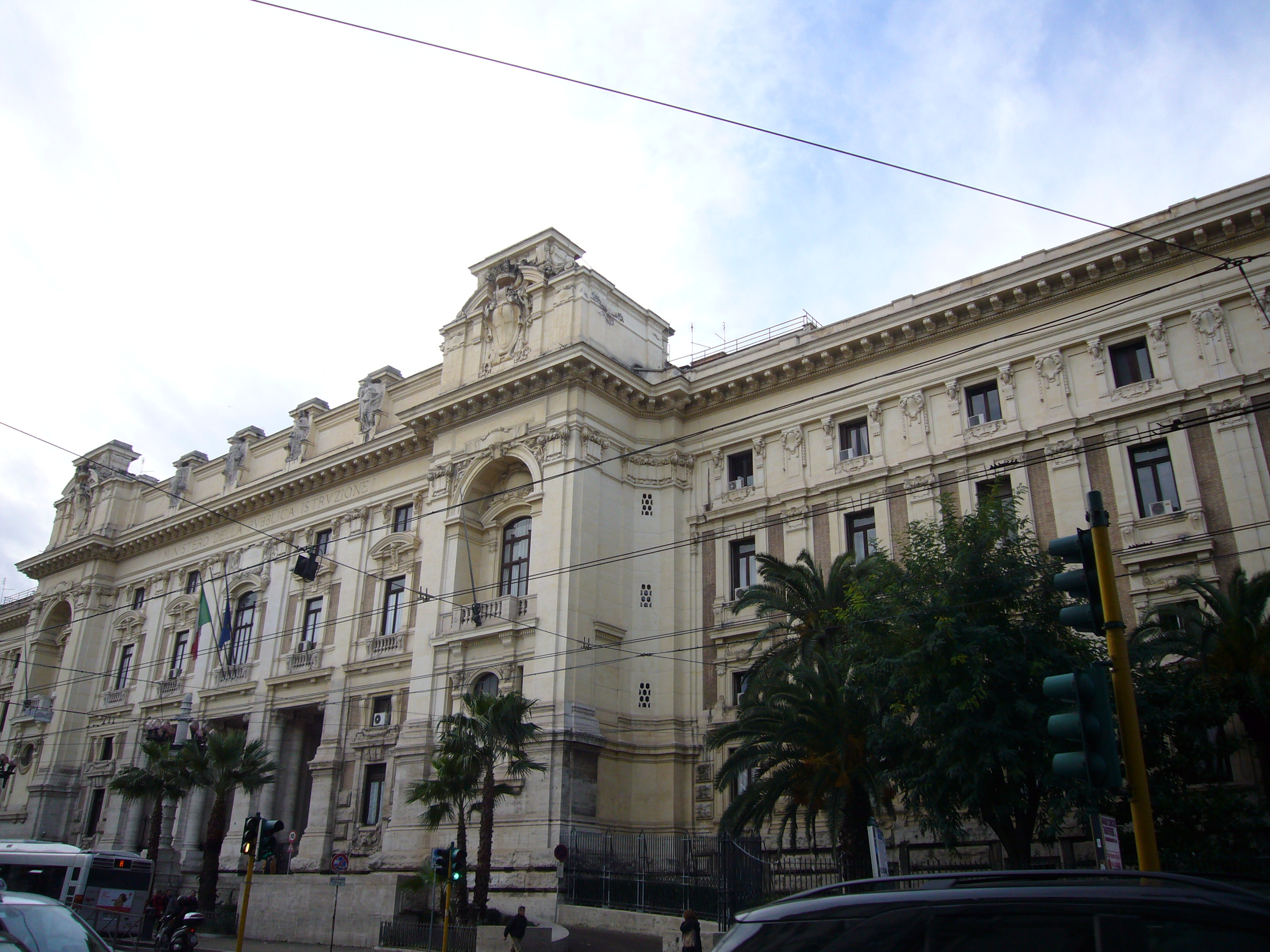
Министерство народного образования Италии

Оставив университет, Донати занялся преподавательскою деятельностью, помещая в то же время в различных газетах (L’Eco d’Europa (1854—1856), Lo Spettatore (1855—1858), L’Indicatore (1854—1864) и L’Indipendenza (1859)) небольшие очерки и повести.
В 1859 году Чезаре Донати поступил на службу в министерство народного просвещения и вскоре был назначен директором музея и художественной галереи во Флоренции, а потом занял пост директора министерства народного просвещения.
Многие из его новелл (среди которых «Per un gomitolo», «Diritto e rovescio», «Arte e natura», «Tra le spine», «Povera vita», «Foglie secche», «Rivoluzione ип miniatura», «Buon anno!», «La signora Manfredi» и другие) пользовались в своё время очень большой известностью; одним из лучших его произведений считается «Rivoluzione in miniature» (1876). Отличительные черты новелл Донати — тонкая характеристика, юмор и блестящий слог.
Чезаре Донати умер 17 февраля 1913 года в городе Риме.